# Erynnis icelus
Erynnis icelus is een vlinder uit de familie van de dikkopjes (Hesperiidae). De wetenschappelijke naam van de soort is voor het eerst geldig gepubliceerd in 1870 door Scudder & Burgess.